# Кастел ди Кроче (Асколи Пичено)
Кастел ди Кроче (итал. Castel di Croce) насеље је у Италији у округу Асколи Пичено, региону Марке.
Према процени из 2011. у насељу је живело 47 становника. Насеље се налази на надморској висини од 745 м.